# Enciclopedia Tártara

Escudo de la República de Tartaristán.

La Enciclopedia Tártara o Glosario Enciclopédico Tártaro (tártaro cirílico: Татар энциклопедия сүзлеге; tártaro latino: Tatar Énsíklopädiä Süzlege; ТЭС, TES), es el primer libro enciclopédico publicado en idioma tártaro sobre la historia de Tartaristán y de los tártaros. La enciclopedia contiene cerca de 17.000 artículos y se publicó en 2002. Actualmente los editores completan la edición de la versión en ruso, en varios volúmenes.
El redactor jefe de la enciclopedia es M. X. Xäsänov, y el editor responsable es Gamircan S. Sabircanov.